# Roslyn Kind
Pour les articles homonymes, voir Kind.
Roslyn Kind (née le 9 janvier 1951) est une actrice, chanteuse et autrice-compositrice américaine. Elle travaille à Broadway depuis son adolescence. Elle est la sœur de Barbra Streisand.

## Discographie
- Give Me You (1969)
- This Is Roslyn Kind (1969)
- Come What May (2007)
- Light of Love (2020)

## Filmographie
- 1986 : I'm Going to Be Famous de Paul Leder : Kitty March
- 1987 : The Under Achievers de Jackie Kong : Mme. Rasseli
- 1991 : Confusion tragique (Switched at Birth) de Waris Hussein (téléfilm) : Sue, la technicienne de laboratoire
- 1996 : Une nounou d'enfer (The Nanny), épisode Le Coup du lapin (The Car Show) : elle-même
- 2008 : Bricolage et Remue-ménage (Ladies of the House) de James A. Contner (téléfilm) : la collectrice de fonds